# Herbert Dorfmann
Herbert Dorfmann (n. 4 martie 1969, Bressanone, Trentino-Tirolul de Sud, Italia) este un om politic din Tirolul de Sud, europarlamentar din partea Südtiroler Volkspartei.
1. 1 2  Deputații în Parlamentul European
2. 1 2 3  Deputații în Parlamentul European, accesat în 2 octombrie 2024
3. 1 2 3 4  Registry of local and regional administrators, accesat în 15 iunie 2024